# Wilmar Filho
Wilmar de Oliveira Filho (Belo Horizonte, 18 de junho de 1955) é médico, empreendedor e político brasileiro.

## Biografia
Dr. Wilmar de Oliveira Filho, 
Médico e empreendedor mineiro, nascido em Belo Horizonte no ano de 1955, filho do médico Dr. Wilmar de Oliveira e D. Maria José Cardoso de Oliveira (Dona Dedé). 
Cirurgião por formação e professor emérito pela FCMMG. É também sanitarista por vocação, responsável inclusive, por criar e implantar os consórcios intermunicipais de saúde, durante o exercício dos cargos de superintendente regional de saúde do centro oeste (Divinopolis MG) e Secretário de Estado da Saúde de MG (1996 à 1998). Neste período otimizou e inaugurou 14 unidades de saúde no estado, dentre elas, o Pronto Socorro de Venda Nova, hoje Hospital Risoleta Neves, abriu o primeiro CTI de Doenças Infecto Contagiosas de MG, no Hospital Eduardo Menezes (BH), criou o primeiro Biotério de MG na Fundação Ezequiel Dias, responsável pela criação do primeiro CTI NEO NATAL do centro oeste de Minas Gerais em Divinópolis, sendo o único até os dias atuais.
Na vida pública, foi eleito democraticamente e exerceu três mandatos não consecutivos de chefe do executivo do município de Santo Antônio do Monte, período no qual, dentre outros, figurou como o protagonista na criação, implantação e mantenimento da Fundação de Saúde Dr. José Maria dos Mares Guia, instituição essa ganhadora do prémio Ennio Leão, com reconhecimento nacional pelo CONASS (Conselho Nacional das Secretarias de Saúde) e internacional pela OPAS.